# 沖縄地区税関
座標: 北緯26度13分41秒 東経127度41分26秒 / 北緯26.22794度 東経127.69067度
沖縄地区税関（おきなわちくぜいかん）は、日本の税関。沖縄県を管轄し、沖縄県那覇市に主たる事務所を置く。財務省設置法第12条第2項により「当分の間」置かれるとされている。財務省設置法上は、税関と別の組織であるが、同法附則第3項に「他の法令において「税関」、「税関長（中略）とあるのは、別段の定めがある場合を除き、それぞれ沖縄地区税関、沖縄地区税関長、（中略）を含むものとする。」と規定され、他の税関と同等の機能となっている。
組織的には、管轄が1県にとどまることもあり、他の税関のように部を置かず、次長4人が他の税関の部長の役割を行っている。
琉球政府の琉球税関の流れを汲む。沖縄独自の制度である特定免税店制度を所管している。かつては観光戻税制度という独自制度を所管していた。

## 歴史
- 1886年 - 西表島（内離島）に税関出張所設置（長崎税関管轄）
- 1894年 - 那覇税関出張所設置
- 1899年 - 那覇税関出張所を那覇税関支署に昇格
- 1943年 - 税関官制廃止（税関と海務局を統合し海運局を設置）
- 1950年 - 琉球列島米国軍政府行政法務部に税関移民局設置
- 1951年 - 琉球税関設置、名瀬支署設置
- 1953年 - 名瀬支署を大島支署に改称するも奄美群島本土復帰により12月に廃止
- 1965年 - 那覇税関、泊税関、那覇空港税関設置
- 1972年 - 沖縄地区税関設置（本土復帰）
- 1975年 - 沖縄地区税関海洋博覧会出張所設置
- 1976年 - 沖縄地区税関海洋博覧会出張所廃止
- 1989年 - 那覇自由貿易地域出張所設置（沖縄税関支署運天出張所廃止）
- 1994年 - 石垣出張所が支署昇格。平良出張所及び与那国監視署が支署管轄へ。
- 2003年 - 沖縄地区税関西原出張所廃止
- 2007年 - 沖縄地区税関牧港出張所廃止
- 2012年 - 那覇自由貿易地域出張所が鏡水出張所に名称変更
- 2017年 - 新石垣空港（現：石垣空港）が税関空港に指定[2]
- 2018年 - 沖縄地区税関石垣税関支署石垣空港出張所設置
- 2023年 - 平良出張所が昇格し沖縄地区税関宮古島税関支署となる。沖縄税関支署の管轄区域であった宜野湾市、名護市、国頭郡のうち金武町を除く10市町村の各全域、沖縄市のうちキャンプ瑞慶覧の区域、中頭郡読谷村、嘉手納町、北谷町、北中城村4町村のうち嘉手納飛行場を除く区域を沖縄地区税関本関管轄へ変更。
- 2024年 - 本関の那覇市壺川（民間ビルを賃借）の本庁舎（総務部）、同市港町（那覇港湾合同庁舎）の分庁舎（監視部、業務部、調査部）、および本庁舎併設の財務省税関研修所沖縄支所を、那覇新都心に新築の那覇第2地方合同庁舎3号館へ移転集約。

## 沖縄地区税関長
| 氏名      | 出身校             | 在任期間    | 前職             | 後職 |
| --------- | ------------------ | ----------- | ---------------- | ---- |
| 仲丸 浩史 | 早稲田大学政経学部 | 2019年７月‐ | 神戸税関総務部長 |      |
| 酒井 隆尋 |                    | 2020年７月‐ | 大阪税関業務部長 |      |

## 管内支署・出張所
|                  |                                     |                                                              | 所在地                                                                                             | 管轄 |
| ---------------- | ----------------------------------- | ------------------------------------------------------------ | -------------------------------------------------------------------------------------------------- | --- |
| 沖縄地区税関本関 | 沖縄地区税関本関                    | 沖縄地区税関本関                                             | 沖縄県那覇市おもろまち2丁目1番1号 那覇第2地方合同庁舎3号館                                         | 沖縄県                                                                                                  |
|                  |                                     | 那覇外郵出張所                                               | 沖縄県那覇市壺川3-3-8 日本郵便株式会社那覇中央郵便局内                                             | 沖縄県那覇市壷川3丁目のうち 郵便法(昭和22年法律第165号)第2条に規定する者が 国際郵便の業務を行う事業所内 |
| 鏡水出張所       | 沖縄県那覇市鏡水崎原地先            | 沖縄県那覇市鏡水崎原地先のうち 国際物流拠点産業集積地域      | | |
| 那覇空港税関支署 | 那覇空港税関支署                    | 沖縄県那覇市字鏡水150 那覇空港旅客ターミナルビル国際線エリア | 沖縄県那覇市のうち 那覇空港                                                                        | |
| 石垣税関支署     | 石垣税関支署                        | 沖縄県石垣市浜崎町1-1-8 石垣港湾合同庁舎内                   | 沖縄県のうち 石垣市及び八重山郡                                                                    | |
|                  | 石垣空港出張所                      | 沖縄県石垣市浜崎町1-1-8 石垣港湾合同庁舎内                   | 沖縄県石垣市のうち 石垣空港                                                                        | |
| 与那国監視署     | 沖縄県八重山郡与那国町字与那国999-1 | 沖縄県のうち 八重山郡与那国町                                | | |
| 沖縄税関支署     | 沖縄税関支署                        | 沖縄県沖縄市胡屋2-4-7                                        | 沖縄県のうち 沖縄市（キャンプ瑞慶覧を除く） うるま市、国頭郡のうち金武町、中頭郡のうち嘉手納飛行場 | |
|                  | 平安座出張所                        | 沖縄県うるま市与那城平宮1 沖縄石油基地株式会社内             | 沖縄県のうち うるま市（一部）                                                                      | |
| 宮古島税関支署   | 宮古島税関支署                      | 沖縄県宮古島市平良字西里7-21 平良港湾合同庁舎内              | 沖縄県のうち 宮古島市及び宮古郡                                                                    | |